# Muzeum Bedřicha Smetany
Muzeum Bedřicha Smetany je jedna ze specializovaných expozic Českého muzea hudby, jež je organizačně začleněno pod Národní muzeum v Praze.

## Dějiny muzea
Muzeum Bedřicha Smetany sídlí v budově bývalé Staroměstské vodárny na adrese Novotného lávka 201/1 na pravém břehu řeky Vltavy v těsné blízkosti Karlova mostu na Starém Městě pražském v městské části Praha 1. Novorenesanční budova byla postavena podle návrhu významného českého architekta Antonína Wiehla.
Současné sídlo muzea bylo slavnostně otevřeno dne 12. května 1936, do jeho areálu spadá i Staroměstská vodárenská věž. Před budovou muzea je umístěn i pomník skladatele Bedřicha Smetany od Josefa Malejovského. Pod Muzeum Bedřicha Smetany také organizačně spadá Památník Bedřicha Smetany v Jabkenicích na Mladoboleslavsku.
Muzeum jako takové bylo založeno již v roce 1926 z popudu Společnosti pro výstavbu Smetanova pomníku v Praze. Jeho expozice je zaměřena na život a dílo Bedřicha Smetany, jeho sbírku tvoří jak různé osobní památky a dobové dokumenty pocházející ze skladatelovy pozůstalosti včetně jeho klavíru, tak různé dobové předměty vztahující se k jeho životu a hudebnímu dílu.
V letech 1941–1945 působilo v koncertní síni muzea Divadélko ve Smetanově muzeu.

## Formální rozčlenění expozice
1. dětství, mládí, umělecké počátky, působení ve švédském Göteborgu (včetně jeho koncertních cest do Německa a Nizozemska)
2. aktivity po návratu do vlasti, organizace českého hudebního života, působení v Opeře Prozatímního divadla
3. období ze závěru jeho života – hluchota, život a komponování v ústraní

Expozice obsahuje kopie ze Smetanovy korespondence, kopie originálních notových zápisů jeho děl, množství dobové obrazové dokumentace, expozici o Smetanově rodině, Smetanův klavír, zvukové ukázky z jeho děl. Součástí muzea je také výstavní síň.